# Chancellor (Dakota del Sud)
Chancellor è un comune (town) degli Stati Uniti d'America della contea di Turner nello Stato del Dakota del Sud. La popolazione era di 264 abitanti al censimento del 2010.
La comunità deve il suo nome in onore di Otto von Bismarck, un cancelliere tedesco del XIX secolo.

## Geografia fisica
Secondo lo United States Census Bureau, la città ha una superficie totale di 0,57 km², dei quali 0,57 km² di territorio e 0 km² di acque interne (0% del totale).
A Chancellor è stato assegnato lo ZIP code 57015 e lo FIPS place code 11380.

## Società

### Evoluzione demografica
Secondo il censimento del 2010, c'erano 264 abitanti.

### Etnie e minoranze straniere
Secondo il censimento del 2010, la composizione etnica della città era formata dal 97,35% di bianchi, lo 0,38% di afroamericani, lo 0,38% di nativi americani, lo 0,38% di asiatici, lo 0% di oceanici, lo 0% di altre razze, e l'1,52% di due o più etnie. Ispanici o latinos di qualunque razza erano lo 0,76% della popolazione.